# Himerometra robustipinna
Himerometra robustipinna is een haarster uit de familie Himerometridae.
De wetenschappelijke naam van de soort werd in 1881 gepubliceerd door Philip Herbert Carpenter.